# دونالد سي ونتر
دونالد سي الشتاء (بالإنجليزية: Donald C. Winter)‏ (و. 1948 – م) هو سياسي من الولايات المتحدة الأمريكية ولد في بروكلين، ومدينة نيويورك.
وهو عضو في الحزب الجمهوري .

## التعليم
تعلم في جامعة روتشستر، وجامعة ميشيغان.